# La Transfiguració del Sant Salvador de Cervera

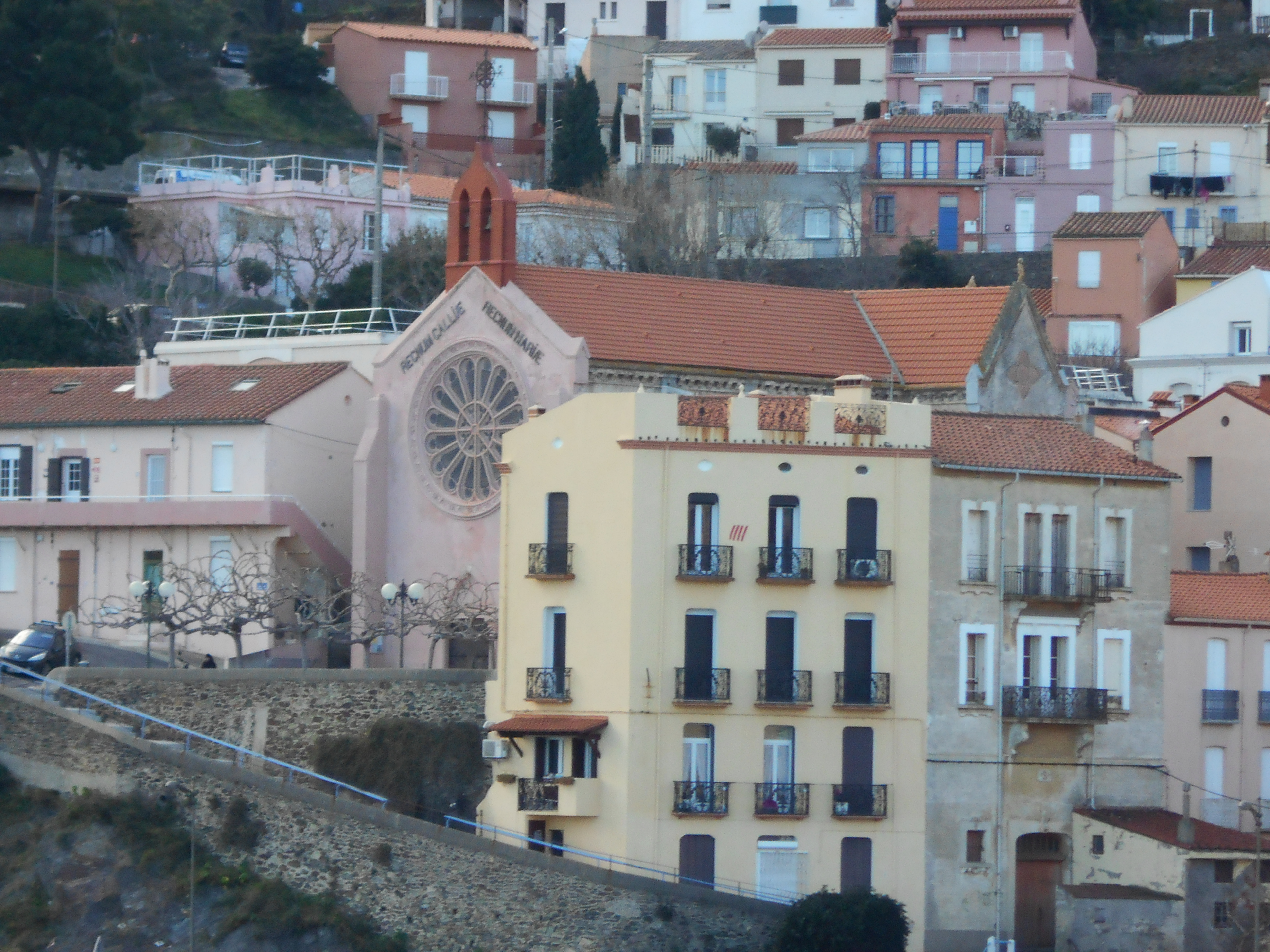
L'església, des del nord-est

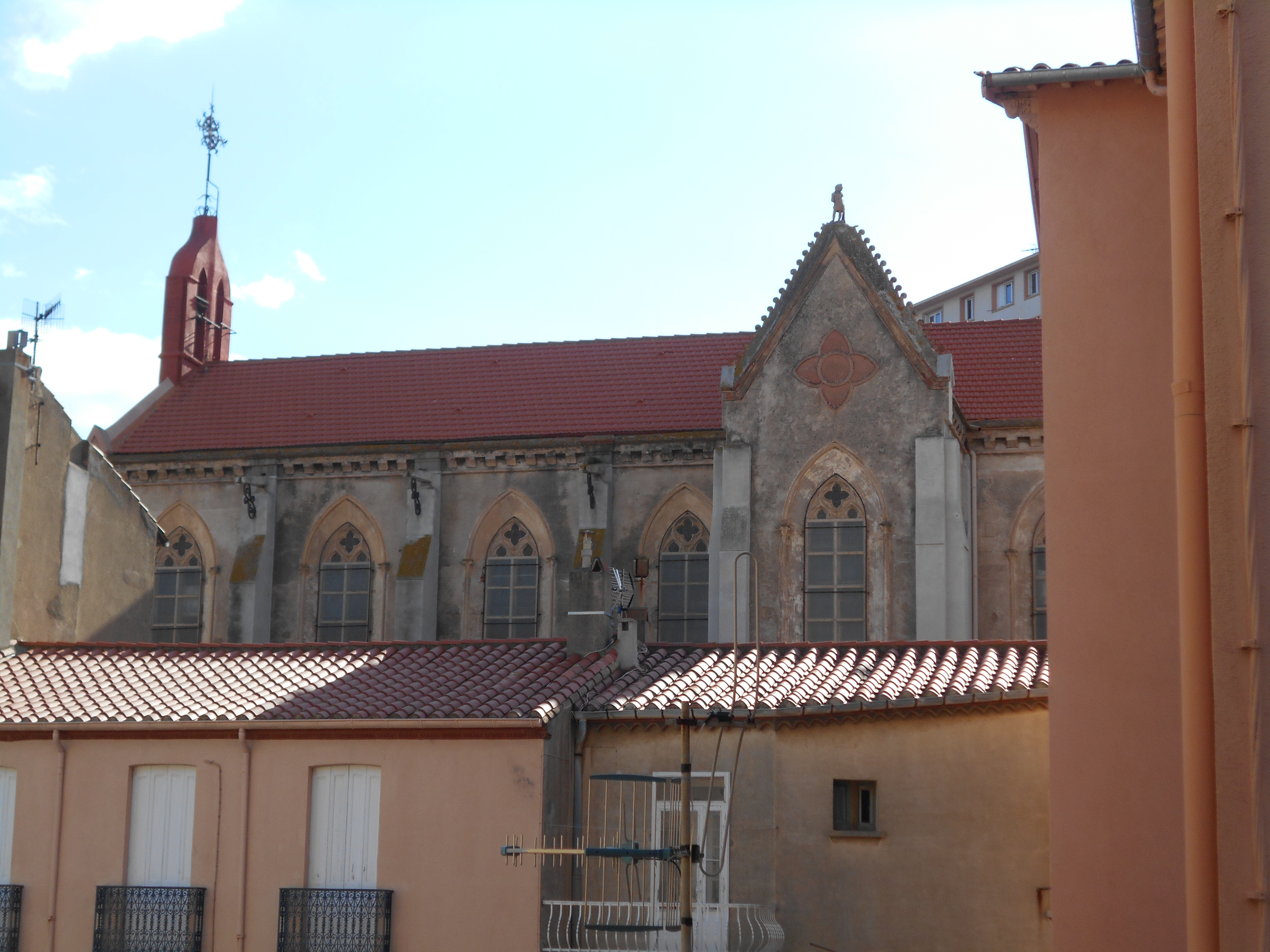
Lateral nord de l'església

La Transfiguració del Sant Salvador és l'església parroquial del poble de Cervera de la Marenda, a la comarca del Rosselló, de la Catalunya del Nord.
Està situada en el barri que escala un turó al sud-est del poble vell, a prop del cementiri de la població; aquest barri es creà al mateix temps que la mateixa església. Està emmarcada al nord pel carrer de l'Església, al sud pel de Denis Papin i a llevant per l'extrem nord del carrer del Cementiri, oficialment anomenat del 18 de juny del 1940.
És un temple neogòtic construït els darrers anys del segle xix, l'any 1885, a partir del creixement del poble en el darrer terç d'aquell segle a causa del desenvolupament de la important Estació de Cervera de la Marenda, bastida pocs anys abans que aquesta església. Té una sola nau, capçada a ponent per un absis quadrat, i disposa de transsepte.